# Нотабили
Нотабилите (фр. от лат. notable — значителен, забележим) са богати и знатни граждани, представители на съсловията за управление на Кралство Франция. Нотабилите формират общ орган, като консултативен съвет към краля по важни въпроси касаещи управлението на държавата. Названието на Събранието на нотабилите през различните времена носи и различни имена.
Първото значимо свикване на събранието на нотабилите е в Руан през 1596 г.
Съветът на нотабилите включва представители на различните съсловия във френското общество – духовенство, благородничество, гражданство, които делегират правата си по представителство на изборни, но назначаеми от краля личности. Събранието или Съветът на нотабилите е с консултативно-съветнически функции към владетеля.
За период от повече от век и половина 1627-1787 г., Съветът на нотабилите не е свикван.
Последните две събирания на нотабилите са и най-известни – първият заседавал от 22 февруари до 25 май 1787 г., а вторият – от 6 ноември до 12 декември 1788 г., в навечерието на т.нар. Велика френска революция.